# Al-Qadarif
Al-Qadarif, également orthographié Gedaref ou Gedarif, est une ville du Soudan, et le chef-lieu éponyme de l'État d'Al Qadarif. 

## Démographie
La ville a une population d'environ 300 000 habitants, au début de la décennie 2010. 